# Zeche Graf Schwerin
Die Zeche Graf Schwerin war ein Steinkohlen-Bergwerk in Castrop-Rauxel.

## Geschichte

### 1872–1900
In den Jahren 1857 und 1858 wurden mehrere Grubenfelder unter dem Namen Novaesium an Schürfgesellschaften aus Neuss (lat. Novaesium) verliehen. Der Grubenfeldbesitz erstreckte sich an der östlichen Stadtgrenze der heutigen Stadt Castrop-Rauxel nach Dortmund, im Bereich der Orte Frohlinde, Westrich, Oestrich und Merklinde.
1872 wurde die Gewerkschaft der Zeche Graf Schwerin gegründet. Ob die Namensnennung nach dem Generalfeldmarschall Graf Schwerin oder dem preußischen Staatsminister gleichen Namens erfolgte, kann nicht zweifelsfrei festgestellt werden. 1872 bis 1875 wurde Schacht 1 abgeteuft (Lage). Er wurde mit einem Malakow-Turm ausgestattet und ging zunächst in Eigenbedarfsförderung. Ab 1878 wurde der vollständige Förderbetrieb aufgenommen und der erste Versand der Kohle zur Emschertalbahn im Bahnhof Merklinde fand statt. Die in Schachtnähe entstehenden Werkskolonien bildeten den Grundstock für den heutigen Stadtteil Schwerin.
Die Zeche hatte in der Anfangszeit mit starken Wasserzuflüssen zu kämpfen. Teilweise gingen ganze Abbaubetriebspunkte zeitweise unter Wasser und mussten kostenintensiv gesümpft werden. 1880 musste die Förderung zeitweise ausgesetzt werden. Unter erheblichen Kapitalzuschüssen der Gewerken (der Anteilseigner der bergrechtlichen Gewerkschaft) mussten erneut umfangreiche Sümpfungsmaßnahmen ergriffen werden.
1884 war die Wasserproblematik so weit behoben, dass die Förderung wieder voll aufgenommen werden konnte. 1887 wurde neben Schacht 1 eine Kokerei in Betrieb genommen. Zur Verbesserung der Wetterführung wurde 1891 neben Schacht 1 der Schacht 2 abgeteuft (Lage). Dieser wurde zunächst mit einem kleineren Fördergerüst ausgestattet.
Gleichzeitig trat die Gewerkschaft Graf Schwerin in das Rheinisch-Westfälische Kohlensyndikat (RWKS) ein. Dieses Verkaufskartell koordinierte Förderung und Absatz der verschiedenen Bergbau betreibenden Gesellschaften.

### 1900–1961
1903 bis 1906 wurde in Dingen der Schacht Graf Schwerin 3 (Lage) niedergebracht, der ab 1908 auch als Förderschacht betrieben wurde. Für die Verwertung der auf Schacht 3 geförderten Kohle wurde auf der Schachtanlage Graf Schwerin 1/2 eine weitere Kokerei in Betrieb genommen. Der Transport dorthin erfolgte über eine Drahtseilbahn. Der neben Schacht 3 geplante Schacht 4 wurde zunächst gestundet.
1919 übernahm die Bergbau-AG Lothringen die Kuxenmehrheit der Gewerkschaft Graf Schwerin. Im Rahmen der nun folgenden wirtschaftlich turbulenten Jahre musste die Förderung auf Schacht 3 zeitweise eingestellt werden. 1932 wurde auf dem Höhepunkt der Weltwirtschaftskrise die generelle Stilllegung von Schacht 3 sowie der älteren Kokerei verfügt. Die Schachtanlage 1/2 wurde durch Feierschichtbetrieb aufrechterhalten. Mit den sich veränderten wirtschaftlichen Rahmenbedingungen in den späten 1930er Jahren übernahm die Bergbau-AG Lothringen die Zeche Graf Schwerin komplett und baute sie aus. Über Schacht 1 und 2 wurden große vollwandige Strebengerüste errichtet.
1938 wurde die Schachtanlage 3 ebenfalls wieder in Förderung genommen. Bis 1940 wurde neben Schacht 3 der Schacht 4 als zusätzlicher Wetterschacht geteuft und in Betrieb genommen (Lage). Die Förderung erreichte zeitweise 980.000 Tonnen Kohle jährlich. Im Verlauf des Luftkrieges wurde die Kokerei bei Schacht 1/2 stark beschädigt und musste 1945 den Betrieb einstellen. Nach Wiederaufbauarbeiten ging sie 1948 wieder vollständig in Betrieb.
Im Zuge der einsetzenden Kohlekrise begann die Bergbau-AG Lothringen mit der Rationalisierung und Zusammenfassung ihrer Förderschachtanlagen. 1960 erfolgte die Außerbetriebnahme der Aufbereitungsanlagen von Graf Schwerin 1/2 und 3/4. Die Kohlen wurden fortan übertägig zur ebenfalls der Bergbau-AG Lothringen zugehörigen Zeche Lothringen in Gerthe transportiert und dort verarbeitet. Ab 1961 firmierten die beiden Zechen unter dem Namen Verbundbergwerk Lothringen/Graf Schwerin, das 1967 stillgelegt wurde.

## Heutiger Zustand
Beide Zechengelände wurden in den Folgejahren für gewerbliche Nutzung überbaut. Ab Januar 2009 wurde das Gelände der ehemaligen Zechenanlage 1/2 saniert. Inzwischen wurde unter anderem ein Edeka-Kaufmarkt sowie ein Discounter errichtet. Auf dem Gelände von Schacht  3 ist eine Wohnbebauung geplant.